# Nabil Al Maleh
Nabil Al Maleh (arabe : نبيل المالح), né le 28 septembre 1936 à Damas et mort le 24 février 2016 à Dubaï,, est un réalisateur, scénariste, producteur, artiste peintre et poète syrien, considéré comme le père du cinéma syrien. Nabil a publié plus de 1 000 articles, nouvelles, essais et poèmes. Il est l'auteur et le réalisateur de 120 courts métrages, œuvres expérimentales et documentaires et de 12 longs métrages, dont Le Léopard (ar) et Les Figurants (ar). Il a reçu plus de 60 prix dans des festivals de cinéma internationaux, dont plusieurs pour l'ensemble de sa carrière. Plusieurs de ses films figurent au programme d'écoles de cinéma internationales et il a enseigné la mise en scène, le jeu d'acteur, l'écriture et l'esthétique dans de nombreuses universités, centres et associations dans le monde,.

## Filmographie
- 1970 : Des hommes sous le soleil (ar) (Rijalun tahta ash-shams), coréalisé avec Mohamed Chahine et Marwan Al Mouazzen
- 1972 : Le Léopard (ar) (Al Fahd)
- 1974 : James Bond le jaloux (ar) (Ghawar James Bond)
- 1975 : Le Progressiste (ar) (Al Sayyid al taqaddumi)
- 1993 : Les Figurants (ar) (Al-Kompars)[4]